# Живодер (фільм, 2005)
Живодер  (Camp Slaughter; також Camp Daze) — американський фільм-слешер 2005 року, сценарист і режисер Алекс Пуччі, співавтор сценарію — Дрейвен Гонсалес..

## Про фільм
1981 рік. Невідомий вбивця вбиває двох молодих людей.
Двадцять чотири роки потому четверо друзів, які прямують до Бостона, губляться в околицях. Їхня машина ламається разом з усім електронним обладнанням. В лісі чується виття; друзі вирішують заночувати в машині.
Вранці їх знайшли туристи та персонал табору Гаявата, які запросили залишитися.
Четверо молодих людей швидко розуміють — люди та об'єкти виглядають так, ніби не змінилися з 1980-х років.

## Знімались
| Актор              | Роль     |
| ------------------ | -------- |
| Метт Даллас        | Маріо    |
| Джессіка Соннеборн | Елізабет |
| Брендан Бредлі     | Пол      |